# Спинола-и-Маэстре, Марсело
Марсело Спинола-и-Маэстре (исп. Marcelo Spínola y Maestre; 14 января 1835, Сан-Фернандо, Испания — 20 января 1906, Севилья, Испания) — испанский кардинал. Титулярный епископ Милоса и вспомогательный епископ Севильи с 16 декабря 1880 по 10 ноября 1884. Епископ Кории с 10 ноября 1884 по 10 июня 1886. Епископ Малаги с 10 июня 1886 по 2 декабря 1895. Архиепископ Севильи с 2 декабря 1895 по 20 января 1906. Кардинал-священник с 11 декабря 1905.